# جاك ديلان غرازر
جاك ديلان غرازر (بالإنجليزية: Jack Dylan Grazer)‏ (مواليد 3 سبتمبر 2003 في لوس أنجلوس)، هو ممثل أمريكي بدأ مسيرته الفنية سنة 2016 كطفل ممثل. اشتهر بتمثيله شخصية إيدي كاسبراك في فيلم إت.

## الأعمال
- (Tales of hallowen (2015
- (Scales mermaids are real (2017
- إت (2017)
- إت: الفصل الثاني (2019)
- شازام!  (2019)
- (We are who we are (2020
- (2021) Luca

## وصلات خارجية
- جاك ديلان غرازر على موقع IMDb (الإنجليزية)
- جاك ديلان غرازر على موقع ميتاكريتيك (الإنجليزية)
- جاك ديلان غرازر على موقع روتن توميتوز (الإنجليزية)
- جاك ديلان غرازر على موقع قاعدة بيانات الأفلام السويدية (السويدية)
- جاك ديلان غرازر على موقع قاعدة بيانات الفيلم (الإنجليزية)